# ニュージャックスウィング
ニュージャックスウィング (New jack swing, NJS) とは、1980年代中盤にアメリカ合衆国で発生し、1980年代後半から1990年代前半にかけて流行した音楽スタイル。

## 概要
ニュージャックスウィングは、ミュージシャン、音楽プロデューサーであるテディー・ライリーが中心となり、キース・スウェットのメジャー・デビュー曲“I Want Her”を最初にヒット曲として発表した新しいサウンドのR&Bである。ワシントンDCのゴーゴーの影響も受けた特有のリズムに特徴がある。
黒人音楽の世界では、1980年代にはブラック・コンテンポラリー、ソウル、R&B、ファンクが中心になっていた。一方、79年に生まれたラップ、ヒップホップが台頭し、音楽評論家や音楽ファンを中心に話題になっていた。

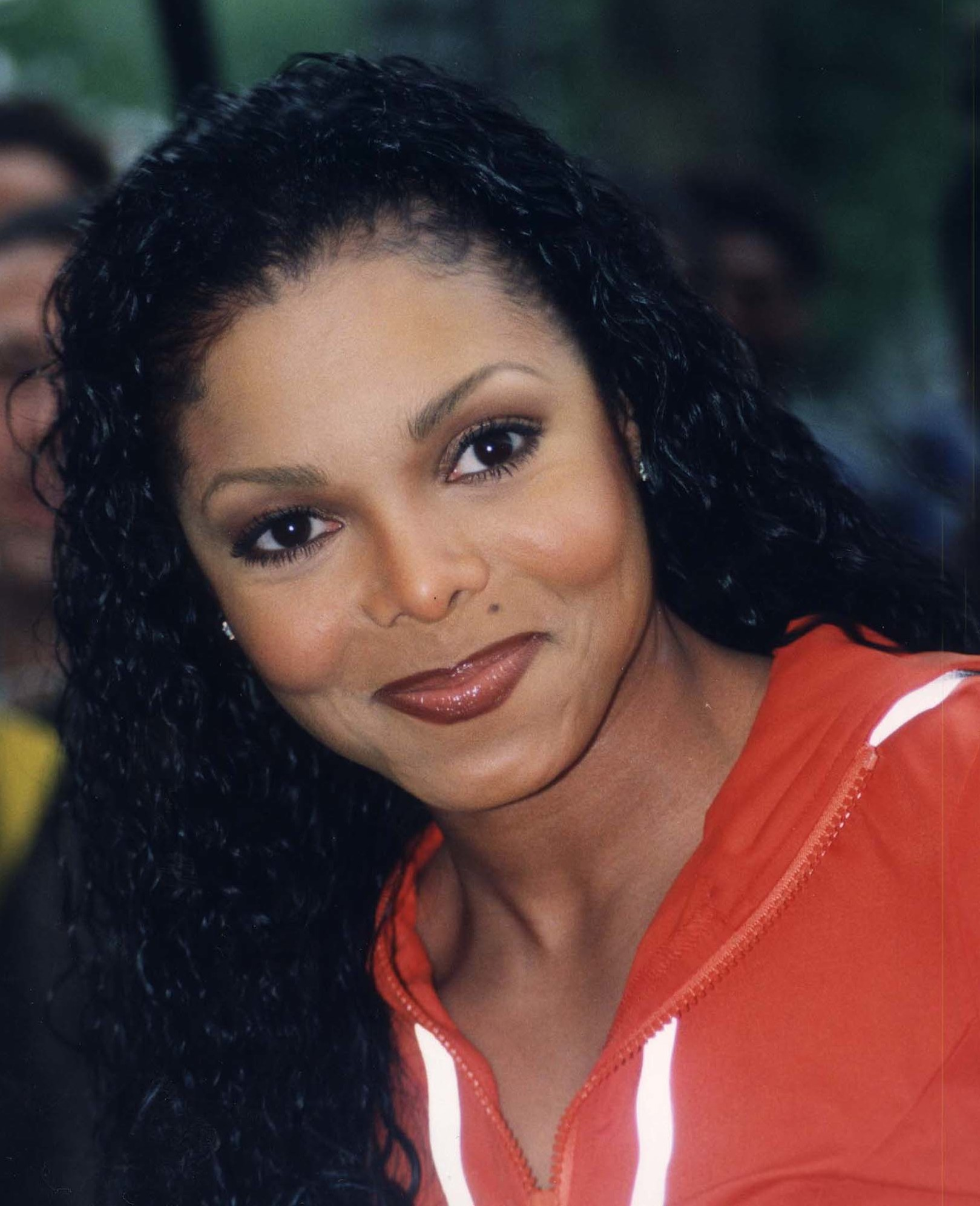
ジャネット・ジャクソン

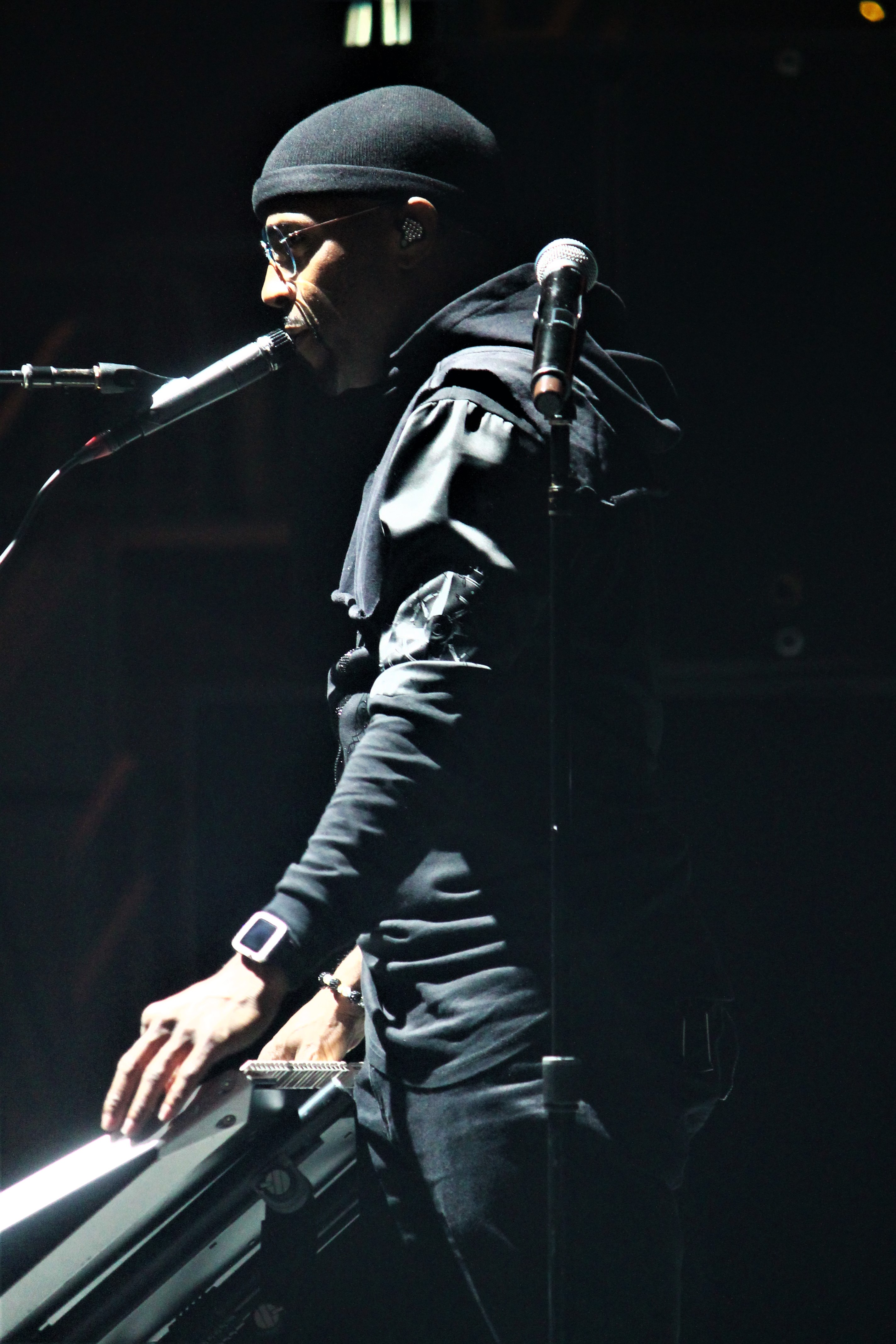
テディ・ライリー

そしてS.O.S.バンドやチェンジ、ジャネット・ジャクソンの作曲・プロデュースでジャム&ルイスが重厚感のある打ち込みビートで新しい方向性を示した。テディー・ライリーはファンクにヒップホップ的手法を組み合わせ、そこにソウルやゴスペル的メロディー・ハーモニーのセンスを加味することによって新たなスタイルを創造した。
1987年、キース・スウェットの「I Want Her」や、88年のジョニー・ケンプの「Just Got Paid」など、テディーによるプロデュース楽曲が世に送り出されると、そのサウンドの斬新さにより、彼は音楽評論家やリスナーたちの注目を集めた。また、この時期にはプログレッシブR&Bなどと一部で呼ばれていた。またワシントンDCのゴーゴーに対して、ニューヨーク・ゴーゴーという呼び方をされる場合もあった。
そしてテディーは、自らのグループであるガイを結成。88年のファーストアルバムを通じて、新しいスウィング・ビートのサウンドを披露した。さらに、同時期にプロデュースしたボビー・ブラウンの「My Prerogative」が大ヒット。これによって、テディーの創造した新しいスタイルは認知され、ソウル・チャートを中心に大量の追随者や模倣を生み出しながら流行となっていった。
テディーのこの新しい音楽ジャンルは“ニュージャックスウィング”と呼ばれた。この呼称自体は、ジャーナリストのバリー・マイケル・クーパーによって名づけられたと言われる。

## 詳細
ブラックミュージック特有の重いグルーヴ感を保持したまま、同時に軽快なスピード感と親しみやすいメロディーをアピールするこのサウンドは、黒人の若者を中心に高い人気を集めた。曲の中でヒップホップ的手法が使用され、特にラップを歌ものに積極的に取り入れる形は、のちのヒップホップ・ソウルの登場のきっかけにもなった。また、ヒット曲と共にヒップホップ由来の独特なダンスやファッション、ストリート・カルチャーがミュージックビデオなどを通じて発信され、それも黒人だけでなく、白人の一部にも支持された。こうした人気の高まりが全米、およびヨーロッパや日本に波及していき、ニュージャックスウィングはアメリカではR&Bチャートを席巻し、ポップ・チャートでもヒットを出していった。
80年代には、イギリスからSoul II Soulを中心とするクラブ・ミュージックの台頭（これは日本では特に“グラウンド・ビート”と呼ばれた）が登場した。またアメリカでも、80年代前半から続いていたミネアポリスを中心としたプリンス一派やジャム&ルイスなどの活躍が見られた。MCハマーのようなポップなラッパーも登場した。ニュージャックスウィングの制作者たちは、これらの他の流れと相互に影響を与え合い（Soul II Soulのヒット曲「Keep on Movin'」のテディー・ライリーによるリミックスなど）ながら、ヒットチャートにブラックミュージックブームを巻き起こしていった。
この傾向は、80年代になってR&Bのヒット曲がクロスオーバーしにくくなっていたアメリカのポップチャートにおいて、R&Bやヒップホップのアーティストが上位にランクインする原動力になった。1991年には、マイケル・ジャクソンがテディーのプロデュースでアルバムをリリースし、NJSのシングル「リメンバー・ザ・タイム」がヒットした。
ブラック・カルチャーが世界に拡大していく中、ニュージャックスウィングは新しい世代・時代を象徴するビートとしてダンス・ブームを巻き起こした。その影響は日本にも及び、J-popの作曲家も取り入れていった。
流行の最盛期には、黒人の大御所ミュージシャンから白人ミュージシャンまでがニュージャックスウィングの楽曲を発表するほどだったが、あまりの粗製濫造のために市場から飽きられるのも早かった。次世代のサウンドの模索が始まったことで、1990年代中盤にはニュージャックスウィングは消え去ってしまった。しかし一方で、ダンスフロアなどでの支持には根強いものがある。
リズム構成 
- 十六分三連符のスウィング・ビートが主体で、カイル・ウエストは”1985年”に初めてテディに聴かされたニュー・ジャック・スウィングのテンポは94～105BPMだったと証言している[9]。
- 使用機材はAKAIのリヴァーブ、ローランド808ドラム・マシーン、サンプラー、シンセサイザーなどで、ソウル音楽評論家の鈴木啓志はテディのサウンドはフルフォースなどと違って、バスドラムをはねさせるだけではく、キーボードほかのスウィング感の新しさがあると解説している[10]

## 主なアーティスト
- ガイ
- ジャネット・ジャクソン
- マイケル・ジャクソン
- トゥデイ
- キース・スウェット
- ボビー・ブラウン
- レクスン・エフェクト
- ヘビーD&ザ・ボーイズ
- ジョニー・ケンプ
- ビッグ・ダディ・ケイン
- クール・モー・ディー
- ピーセズ・オブ・ア・ドリーム
- ベイシック・ブラック
- ブラックストリート
- タミー・ルーカス
- ナヨービ
- アブストラック
- グッド・ガールズ
- デイジャ
- スターポイント
- ティミー・ギャトリング
- ワイナンズ
- ボーイ・ジョージ
- ファーザーMC
- クリストファー・ウィリアムス
- AL B.シュア!
- ベル・ビヴ・デヴォー
- ニュー・エディション